# 克內阿馬奇尼山
16°37′42″S 70°11′28″W / 16.62833°S 70.19111°W
克內阿馬奇尼山（Qhini Jamach'ini），是秘魯的山峰，位於該國南部莫克瓜大區，由涅托元帥省的卡魯馬斯區負責管轄，屬於安地斯山脈的一部分，海拔高度5,200米。